# Conidiobolus utriculosus
Conidiobolus utriculosus är en svampart som beskrevs av Bref. 1884. Conidiobolus utriculosus ingår i släktet Conidiobolus och familjen Ancylistaceae.   Inga underarter finns listade i Catalogue of Life.